# Podnoszenie ciężarów na Igrzyskach Śródziemnomorskich 1959
Zawody w podnoszeniu ciężarów na Igrzyskach Śródziemnomorskich 1959 odbyły się w październiku w Bejrucie.

## Tabela medalowa
| Poz. | Państwo                       |   |   |   | Razem: |
| ---- | ----------------------------- | - | - | - | ------ |
| 1    | Zjednoczona Republika Arabska | 5 | 1 | 1 | 7      |
| 2    | Francja                       | 1 | 2 | 0 | 3      |
| 3    | Hiszpania                     | 1 | 1 | 0 | 2      |
| 4    | Liban                         | 0 | 2 | 5 | 7      |
| 5    | Turcja                        | 0 | 1 | 0 | 1      |
| Poz. | Razem:                        | 7 | 7 | 6 | 20     |

## Wyniki
|             | Złoto:                                                  |          | Srebro:                                                   |          | Brąz:                                                       |          |
| 56 kg       | Enrique Gomez de Salazar · Hiszpania                    | 260 kg   | Abdul Rahman Tabohe · Liban                               | 237,5 kg | Mohamed Hussein Abdel Kerim · Zjednoczona Republika Arabska | 200 kg   |
| 60 kg       | Mohamed Housni Abbas · Zjednoczona Republika Arabska    | 322,5 kg | Mustafa Ahmed El Chikhani · Zjednoczona Republika Arabska | 315 kg   | Saleh Chammas · Liban                                       | 295 kg   |
| 67,5 kg     | Mohamed Fauzi · Zjednoczona Republika Arabska           | 357,5 kg | Roger Gerber · Francja                                    | 350 kg   | Noureddine Badre · Liban                                    | 297,5 kg |
| 75 kg       | Khadr El Sayed El Touni · Zjednoczona Republika Arabska | 387,5 kg | Rolf Maier · Francja                                      | 367,5 kg | Mohamed Mourtada · Liban                                    | 345 kg   |
| 82,5 kg     | Marcel Paterni · Francja                                | 402,5 kg | Metin Gurman · Turcja                                     | 367,5 kg | Issameddine Khodr Agha · Liban                              | 322,5 kg |
| 90 kg       | Branko Loncar · Zjednoczona Republika Arabska           | 392,5 kg | Georges Wahler · Hiszpania                                | 327,5 kg | Joze Cuk · Liban                                            | 320 kg   |
| ponad 90 kg | Mohamed Mahmoud Ibrahim · Zjednoczona Republika Arabska | 425 kg   | Kevork Lahamdjian · Liban                                 | 352,5 kg | ----                                                        |          |